# Удобно-Грушка
Удобно-Грушка — упразднённый хутор в Отрадненском районе Краснодарского края России. На момент упразднения входил в состав Малотенгинского сельского округа. В 1997 хутор исключен из учётных данных.

## География
Располагался в истоке реки Большой Щеблонок, примерно в 1 км (по прямой) к югу от окраины аула Тапанта.

## История
Постановлением заксобрания Краснодарского края от 4 июля 1997 года № 683-П хутор исключен из учётных данных.